# Biás
Biás (řecky Βίας, latinsky Bias) byl v řecké mytologii syn Amytháona z Iólku a jeho manželky Eidomené.
Byl vnukem Kréthea, zakladatele Iólku. V mýtech je známý především jako bratr proslulého věštce a lékaře Melampoda, který mu pomohl získat jak první manželku Peró, tak i druhou ženu Lysippu, dceru tírynthského krále Proita včetně třetiny království. O tom všem je více v příbězích jeho bratra Melampoda.
Biás se tak stal spoluzakladatelem panství thessalských Amytháonovců v Argu. Z tohoto rodu vzešla řada slavných válečníků, zejména se zúčastnili války „sedmi proti Thébám“.
Jinými nositeli jména Biás byli další tři významní bojovníci v trojské válce, ale ti nejsou z tohoto rodu.